# Sumoilación
La sumoilación (SUMOilación) es una modificación postraduccional mediante la cual algunas de las proteínas celulares son covalentemente modificadas mediante la adición de otra pequeña proteína (de masa molecular 11 kDa) llamada SUMO (small ubiquitin-related modifier). SUMO es también conocida por otros nombres, como por ejemplo sentrina, Smt-3 y GPM-1.
Las consecuencias de la sumoilación son variadas y dependen de la naturaleza de la proteína que ha sido modificada. Entre ellas están: transcripción, proliferación, reparación del ADN, degradación de proteínas y localización nuclear.
En los mamíferos existen al menos tres genes que codifican distintas variantes de SUMO (llamados SUMO-1, -2 y -3). SUMO-2 y -3 son altamente homólogos y en general se conocen como SUMO-2/3. Se ha descrito otra proteína conocida como SUMO-4, pero al parecer carece de la capacidad de modificar otros factores. La mayoría de las publicaciones científicas desde su descubrimiento hasta el año 2007 se refieren a modificación por SUMO-1. Los estudios de SUMO-2/3 han sido menos abundantes, pero sugieren que SUMO-2/3 está asociada a estrés celular.
El proceso de sumoilación es análogo al de ubicuitinación y ocurre mediante un mecanismo que requiere enzimas de activación, conjugación y ligación. En el caso de SUMO se conoce sólo una enzima de conjugación, denominada Ubc9. La sumoilación es un fenómeno altamente dinámico, en el cual también están implicadas enzimas conocidas como enzimas de desumoilación, las cuales son factores que eliminan SUMO de la proteína que ha sido modificada.